# Waitangi Stream Cascade
Die Waitangi Stream Cascade ist ein Wasserfall in der Region Auckland auf der Nordinsel Neuseelands. Er ist neben den Omeru Falls und den Waitangi Falls einer von drei Wasserfällen im Omeru Scenic Reserve im Gebiet der Ortschaft Kaukapakapa. Seine Fallhöhe beträgt etwa 3 Meter.
Der Parkplatz des Naturschutzgebiets liegt direkt am New Zealand State Highway 16. Ein Retourwanderweg führt von hier aus in 5 Gehminuten zum Wasserfall.